# Đuro Daničić
Đuro Daničić (srbskou cyrilicí: Ђуро Даничић), vlastním jménem Đorđe Popović (srbskou cyrilicí: Ђорђе Поповић) (4. dubna 1825 Novi Sad – 17. listopadu 1882 Záhřeb) byl srbský jazykovědec, překladatel a lexikograf. Propagátor Karadžićovy reformy srbského jazyka a ideje o jazykové jednotě Srbů a Chorvatů. Působil na Bělehradském lyceu, jež bylo první institucí vyššího vzdělávání, kde se vyučovalo srbsky, a zárodkem Bělehradské univerzity.

## Život
Narodil se v rodině pravoslavného kněze. Navštěvoval střední školy v Novém Sadu a Bratislavě, kde ho učil Ľudovít Štúr. Poté studoval práva na Vídeňské univerzitě. Své první články v roce 1845 i svůj první spis Boj za srbský jazyk i pravopis (1847) publikoval pod pseudonymem Đuro Daničić, zvoleném dle hrdiny lidové básně Senj Uskok. Toto jméno pak používal po zbytek svého života.
Pod vlivem Vuka Karadžiće a France Miklošiče začal studovat slovanskou filologii, které se následně věnoval celou svou kariéru. Do roku 1852 pomáhal Karadžićovi při přípravě druhého vydání Srbského slovníku, poté se stal učitelem srbštiny hraběnky Julie Hunyadiové, snoubenky Mihaila Obrenoviće, která se pak stala jeho ochránkyní a mecenáškou po Mihailově nástupu k moci.
V roce 1856 se stal knihovníkem Lidové knihovny v Bělehradě a tajemníkem Společnosti srbské gramotnosti. V roce 1859 profesorem bělehradského lycea. V roce 1866 byl pozván do Záhřebu, aby působil jako generální tajemník Jugoslávské akademie věd a umění (JAZU). Dvakrát působil jako její generální sekretář, v letech 1866-1873 a 1877-1882. Od roku 1873 znovu působil v Bělehradě, v roce 1877 se vrátil do Záhřebu, kde hrál klíčovou roli při přípravě Akademického slovníku "Chorvatský nebo srbský slovník JAZU". Byl editorem prvního svazku (A–Češula), který vycházel v letech 1880 až 1882. Jeho smrt v roce 1882 tuto práci přerušila a byl pohřben na Markově hřbitově v Bělehradě.

## Dílo
Daničić sehrál klíčovou roli při položení základů srbské filologie, gramatiky a dialektologie na základě principů stanovených Vukem Karadžićem. Jeho překlady Starého zákona ovlivnily i chorvatský překlad Bible, ač zde byla překážka různosti církví (Daničić sám byl ke katolíkům velmi vstřícný, což vyvolalo i kritiku, například Vatroslava Jagiće). Daničić také pomáhal Karadžićovi při překladu Nového zákona do srbštiny v roce 1847. Poté, co prošly revizí, byly oba překlady přijaty a jsou dodnes používány srbskou pravoslavnou církví a jejími členy.
V roce 1847 publikoval známý polemický esej Boj za srbský jazyk i pravopis, kde oponoval lingvistickým myšlenkám Jovana Hadžiće, Karadžićova hlavního oponenta. Podporoval Karadžićův fonematický pravopis a jeho sázku na štokavský dialekt jako na spisovnou verzi srbštiny, která posléze umožnila i ideologicko-politický manévr ustavení srbochorvatštiny, neboť štokavský dialekt se vyskytoval i v Chorvatsku, zejména v Dubrovníku. Karadžićovým konceptům poskytl teoretické zázemí ve svých četných lingvistických pracích. Spolu s Karadžićem se roku 1850 stal signatářem Vídeňské jazykové dohody, dle níž srbština a chorvatština měly být nadále považovány za jediný jazyk, srbochorvatštinu. V roce 1857 publikoval Rozdíly mezi srbštinou a chorvatštinou, kde sice ztotožnil chorvatštinu s čakavským dialektem a nikoli štokavštinou, nicméně mu to rovněž umožnilo panjugoslávský postoj, tedy hájení konceptu jazykové jednoty Chorvatů a Srbů a názoru, že chorvatská literatura je zároveň srbská a naopak. Po vzniku Jugoslávie bylo tudíž jeho dílo velmi vyzdvihováno. V Chorvatsku jsou některé jeho postupy v lingvistice, zejména úplné pominutí kajkavského nářečí, považovány za nepřijatelné.
Daničić také studoval starší srbskou literaturu a jeho redakce starých rukopisů se stále používají (Theodossova Hagiografie svatého Sávy (1860), Domentianovy Hagiografie svatého Simeona a svatého Sávy (1865), Evangelium svatého Mikuláše (Nikoljsko jevanđelje) (1864), Životy srbských králů a arcibiskupů (1866) a mnoho dalších).